# Voria villosa
Voria villosa là một loài ruồi trong họ Tachinidae.